# Zankokuna dōwatachi
Zankokuna dōwatachi (残酷な童話たち) est un manga de Kaori Yuki (un recueil de nouvelles graphiques pour être exact).
Cette œuvre n'a pas été traduite en français à ce jour, et comporte un seul volume.
Il contient les histoires suivantes :
- Zankokuna dōwatachi (残酷な童話たち?), Cruels contes pour enfants 1992)
- Sono toki Tina wa kako wo mita (そのときティナは過去を見た?), à ce moment-là, Tina a vu le passé, 1991)
- Butaiura no majutsushi (舞台裏の魔術師?), Le magicien des coulisses, 1991)
- Buranshe (ブランシェ?), Blanche, 1991)